# 路氹邊檢大樓

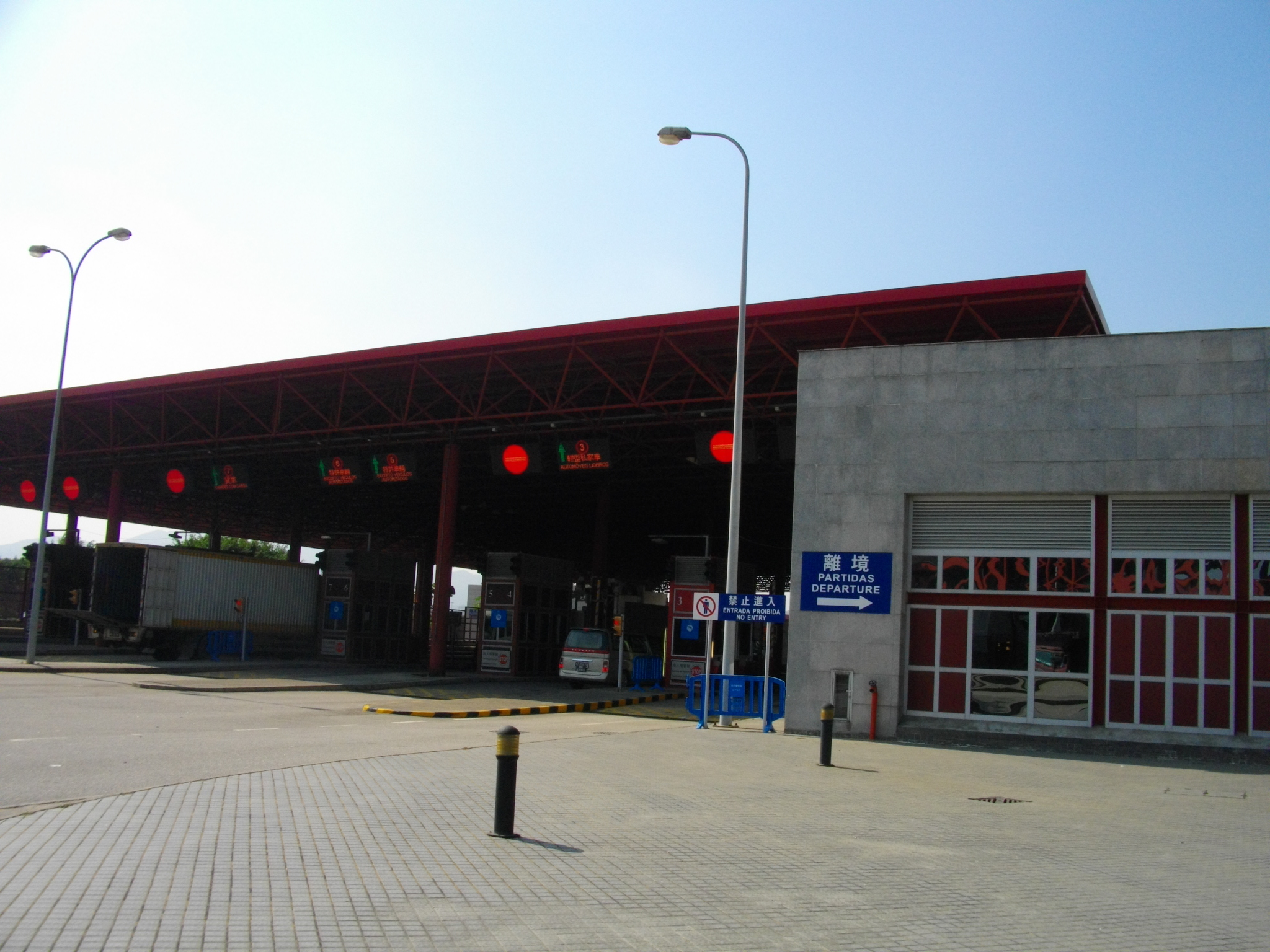
路氹邊檢大樓離境車道（已被拆除）

路氹邊檢大樓（葡萄牙語：Posto Fronteiriço de Cotai），俗稱蓮花口岸，位於路氹城蓮花路，通過蓮花大橋連接橫琴口岸。蓮花口岸曾為澳門與廣東省珠海市陸路邊境通道之一，建成时为兩地間的第二條陸路邊境通道，實行24小時通關，現已拆除。

## 沿革
路氹邊檢大樓於2000年3月28日隨着蓮花大橋通車啟用，是第二個澳門與珠海市陸上交通邊境。當時旅客通關時間爲上午9時至下午5時、貨運部分則爲上午7時至下午5時。路氹邊檢大樓的落成，分流了部分關閘邊檢大樓中澳兩地客、貨物運送之壓力。
2002年1月1日，邊檢大樓延長通關時間，旅客及貨運通關時間爲上午9時至晩上8時。當時途經大樓的巴士路線只會在通關時間內進入，其餘營運時間則會跳過此站。
2005年9月17日，由於珠海橫琴口岸旅客出入境大堂結構出現問題而關閉重建，路氹邊檢大樓也同步禁止非乘車旅客通行，但出入境的行車通道仍然繼續運作，因此貨運以及駕車通關服務沒有到影響。旅客出入境大堂直至2007年5月1日重新恢復。
2014年12月18日，路氹邊檢大樓開放時間改為24小時開放，是澳門與中國大陸首個全天候開放的正式口岸。值得一提，雖然跨境工業區邊檢大樓為澳門首個24小時通關口岸，但它屬於專用口岸。
由於在2020年初完成興建的新橫琴口岸將改用一地兩檢安排，並連同蓮花大橋一併以租賃方式改隸澳門，此口岸將於橫琴口岸澳門永久邊檢設施啟用日起停用。
2020年8月16日6時至橫琴口岸建設工程全部完工為止，海關實施橫琴口岸出入境貨運車輛臨時分流措施如下：
- 危化品運輸車輛保留在橫琴口岸出入境（通關時間為08:00至20:00）。
- 現從蓮花口岸出境的運輸供澳鮮活產品空車，調整到珠澳跨境工業區口岸出境（通關時間為06:00至20:00）。
- 除上述危化品運輸車輛和運輸供澳鮮活產品空車之外，其他貨運車輛調整到港珠澳大橋口岸珠澳貨運通道出入境（通關時間為24 小時）。
- 供澳鮮活產品運輸車輛經關閘口岸入境澳門。
- 已分流到港珠澳大橋口岸珠澳貨運通道出入境和珠澳跨境工業區口岸出境的貨運車輛，不能經橫琴口岸出入境。

為配合新舊出入境口岸需要進行交接，2020年8月18日下午將實施以下安排：
- 8月18日14:30，所有旅客禁止進入出境大堂。當最後一班蓮花口岸專線巴士及最後一輛出境車輛抵達珠海橫琴口岸的入境區域後，蓮花大橋來往兩地舊口岸之路段隨即封閉。當前述車輛及旅客完成入境通關手續後，兩地的入境大堂及入境車道會關閉；
- 14:50，蓮花大橋來往新橫琴口岸路段開通，出境車輛、公共巴士、的士及其他特許車輛可前往橫琴口岸澳門口岸區，其他旅客可轉乘公共交通工具直接前往橫琴口岸澳門口岸區；
- 15:00，橫琴口岸新聯檢大樓正式啟用通關。

2020年8月18日下午3時起，新橫琴口岸聯檢大樓開放啟用，同時位於澳門路氹城的路氹邊檢大樓的所有邊檢設施會遷至橫琴口岸澳門口岸區並暫作後備通關用途，出境車輛將在原橫琴口岸入境珠海。
2021年3月18日，澳門輕軌延伸橫琴線正式動工，原路氹邊檢大樓相關建築物已經在2022年完成拆除。原有地段正規劃建設一座商業辦公大樓，暫名為蓮花路綜合性大樓。

## 過關模式
路氹城邊檢站與關閘邊檢站的過關模式不同。由於珠澳兩座邊檢大樓之間，經由蓮花大橋連接，且蓮花大橋禁止行人通行。因此所有出入境人士，必須在禁區，乘搭專線巴士，前往對岸之邊檢大樓。2020年8月18日14:30前，往返兩地的蓮花口岸專線巴士由岐關及澳巴聯營。車費為港幣、澳門幣或人民幣6元。接受澳門通付款，但不提供車資優惠。岐關車輛不支援澳門錢包乘車碼乘車。
2020年8月18日14:30，蓮花口岸專線巴士之尾班車抵達珠海橫琴口岸的入境區域。蓮花大橋往返兩地舊口岸之路段隨即封閉。並停用原位於路氹邊檢大樓禁區內的站點，由新設「蓮花大橋」站和「蓮花路停車場」站取代。14:50起正式由701X路線取代，並由澳巴及新福利聯營。

## 使用情況
| 年份                 | 2009   | 2010   | 2011   | 2012   | 2013   | 2014   | 2015   | 2016   |
| -------------------- | ------ | ------ | ------ | ------ | ------ | ------ | ------ | ------ |
| 入境人次（萬）       | 116.53 | 141.97 | 153.70 | 163.69 | 210.52 | 251.03 | 398.45 | 442.68 |
| 出境人次（萬）       | 119.78 | 125.76 | 146.59 | 156.09 | 203.17 | 259.45 | 381.02 | 422.69 |
| 資料來源：治安警察局 |        |        |        |        |        |        |        |        |

## 附近建築
- 新濠影滙
- 路氹城生態保護區
- 凱撒高爾夫
- 輕軌站

## 交通配套
巴士
2020年8月18日14:30起，位於路氹邊檢大樓外的“路氹邊檢大樓-1”及“路氹邊檢大樓-2”站分別由「蓮花路停車場」、「蓮花大橋」站取代。原“路氹邊檢／新濠影匯”站亦更名為“蓮花路／新濠影匯”。
計程車
由2018年12月8日起至2020年8月18日，的士駛入路氹邊檢大樓的士站提供服務，可收取澳門幣5元附加費。
輕軌
 █  氹仔線蓮花口岸站
酒店及娛樂場免費接駁車（發財車）